# 영동 신안리 석불입상
영동 신안리 석불입상(永同 新安里 石佛立像)은 대한민국 충청북도 영동군 추풍령면에 있다. 1996년 4월 15일 영동군의 향토유적 제20호로 지정되었다.

## 개요
고려말 이후 조성된 것으로 추정되는 불상으로 수인은 항마촉지인을 취하고 있다.